# Brăila-Brücke
Die Donau-Brücke oder Brăila-Brücke (rumänisch Podul Brăila) ist eine Straßenhängebrücke in Rumänien über die Donau zwischen Brăila und dem gegenüberliegenden Ufer des Flusses im Kreis Tulcea. Sie ist die letzte Donaubrücke vor dem Schwarzen Meer, die erste Brücke über den maritimen Teil der Donau und die vierte Brücke über den rumänischen Teil des Flusses. Mit einer Länge von fast 2 km ist sie die drittlängste Hängebrücke in Europa. Die Brücke verbessert die Straßenverkehrsanbindung des Gebiets Galați-Brăila an Constanța und Tulcea sowie die Verbindungen der Regionen Moldau und Große Walachei mit der Dobrudscha.

## Bau

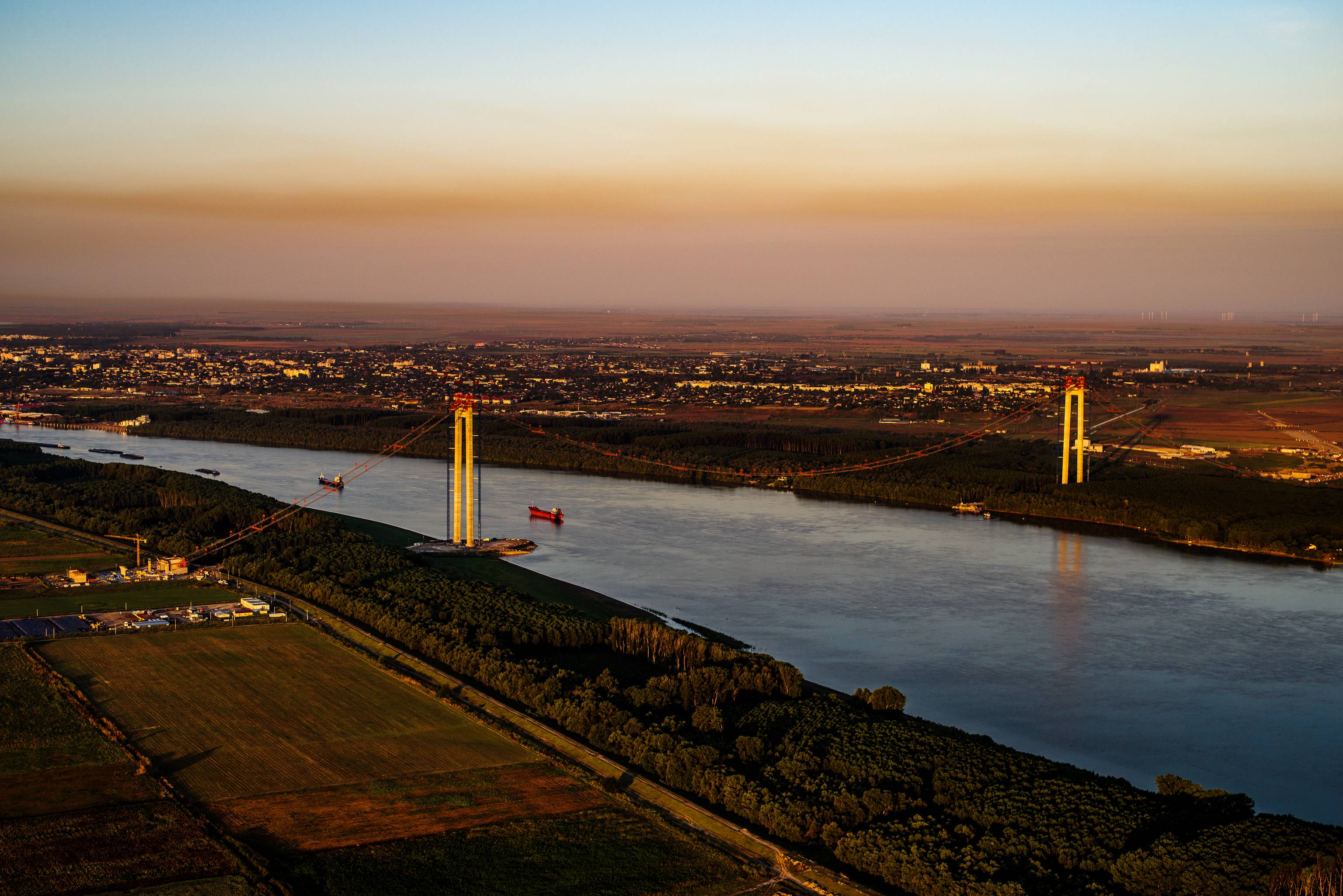
Die Brăila-Brücke im Bau, August 2021

Die ersten Studien für eine Brücke in der unteren Donau stammen aus dem Jahr 1986, die erste Vormachbarkeitsstudie wurde jedoch erst 1996 durchgeführt. Die endgültige Machbarkeitsstudie wurde 2016 von ISPCF und Pegaso Ingegneria fertiggestellt.
2017 wurde das Brückenprojekt an das Unternehmen Astaldi (jetzt Webuild) and IHI Infrastructure Systems für geschätzte Kosten von 434 Millionen Euro vergeben und die Bauarbeiten begannen im Dezember 2018.
Im Mai 2021 waren die Bauarbeiten an den beiden Hauptpfeilern abgeschlossen, und es wurde mit den Vorbereitungen für die Verlegung der ersten Kabel über die Brücke begonnen. Am 20. August 2021 wurde berichtet, dass der Bau der Brücke im Zeitplan liegt und die Hälfte der Brücke bereits fertiggestellt ist.
Die ersten der 86 Hängesegmente der Fahrbahn wurden im Frühjahr 2022 eingebaut, das letzte am 28. Juni 2022. Die Brücke wurde am 6. Juli 2023 eröffnet.

## Technische Daten
Das Projekt umfasst den Bau einer 1.974,30 m langen Hängebrücke mit einer Hauptspannweite von 1120 m und zwei Seitenfeldern von 489,65 m Länge am Brăila-Ufer und 364,65 m Länge am Tulcea-Ufer, zwei Zufahrtsbrücken von 110 m Länge auf beiden Seiten und eine Verbindungsstraße mit einer Gesamtlänge von etwa 23 km. Die 31,7 m breite Brücke hat zwei Fahrbahnen in jeder Richtung, 2,5 m breite Pannenstreifen sowie 2,8 m breite Geh- und Radwege, die als Wartungswege genutzt werden. Ihre Stahlbeton-Pylone sind 204 m hoch. Der Fahrbahnträger besteht aus einem aerodynamisch geformten stählernen Hohlkasten. Die Durchfahrtshöhe über der Donau beträgt 38 m.
Östlich der Brücke befindet sich eine Mautstelle, Stand November 2024 ist sich diese jedoch noch im Bau und die Brücke kann kostenfrei benutzt werden.

## Baumängel
Kurz nach der Eröffnung wurden Baumängel an der Brücke bekannt. Im Asphalt waren Risse aufgetreten, die eine Erneuerung des Fahrbahnbelags erfordern. Die Behörden gaben Lastkraftwagenfahrern die Schuld, die die 7,5-Tonnen-Begrenzung der Brücke ignoriert hatten. Daneben wurden 401 (von 100.000) nicht festgezogene Schrauben entdeckt. Ein weiteres Problem ist Wasser, das in die Außenschale der Ankerblöcke eindringt.